# Jamieson River
Der Jamieson River ist ein Fluss in der Mitte des australischen Bundesstaates Victoria.
Er entspringt an den Westhängen des Mount Howitt im Alpine-Nationalpark und fließt nach Westen. In der Nähe der Kleinstadt Jamieson mündet er in den Goulburn River.
Seine beiden Quellflüsse sind der Jamieson River North Branch und der Jamieson River South Branch.